# هارکانی
هارکانی (به مجاری:  Harkány) یک منطقهٔ مسکونی در مجارستان است که در ناحیه شیکلوش واقع شده‌است. هارکانی ۲۵٫۶۹ کیلومتر مربع مساحت و ۴٬۲۱۹ نفر جمعیت دارد.

## خواهرخوانده
شهرهای بیله توشد، Bačko Petrovo Selo، تروگیر، Szczawnica، کورچاتوف، روسیه، هایدوبوسورمنی، تسریکونیتسا و بروخکوبل خواهرخوانده‌های هارکانی هستند.